# Gloria (The Shadows of Knight)
Gloria è il primo album del gruppo musicale statunitense rock dei The Shadows of Knight, pubblicato dalla Dunwich Records nell'aprile del 1966.
Il disco comprende diversi hit, alcuni usciti poco prima della pubblicazione dell'album, a cominciare dal brano che dà il titolo all'ellepì, Gloria, cover del brano della band nordirlandese dei Them, il cui leader Van Morrison è anche l'autore del brano. Gloria fu incisa dai The Shadows of Knight nel dicembre del 1965 e distribuito come singolo (nella parte B era presente il brano Dark Side) nel gennaio del 1966, fu subito trasmesso dalle radio locali di Chicago, il risultato fu sorprendente, vendette centomila copie in dieci giorni.
Un altro pezzo contenuto nell'album, dal titolo Oh, Yeah (cover di Bo Diddley), il cui singolo arrivò alla posizione numero 39 in classifica , vendendo mezzo milione di copie.

## Tracce
Lato A
1. Gloria – 2:39 (Van Morrison)
2. Light Bulb Blues – 2:34 (Joe Kelley, Jim Sohns, Jerry McGeorge)
3. I Got My Mojo Working – 3:32 (McKinley Morganfield)
4. Dark Side – 2:03 (Warren Rogers, Jim Sohns)
5. Boom Boom – 2:28 (John Lee Hooker)
6. Let It Rock – 1:54 (Chuck Berry)

Durata totale: 15:10
Lato B
1. Oh Yeah – 2:42 (Ellas McDaniel)
2. It Always Happens That Way – 1:50 (Warren Rogers, Jim Sohns)
3. You Can't Judge a Book (By the Cover) – 2:38 (Willie Dixon)
4. (I'm Your) Hoochie Coochie Man – 3:54 (Willie Dixon)
5. I Just Want to Make Love to You – 3:52 (Willie Dixon)

Durata totale: 14:56
Edizione CD del 1998, pubblicato dalla Sundazed Music Records (SC 6155)
1. Gloria – 2:34 (Van Morrison)
2. Light Bulb Blues – 2:32 (Joe Kelley, Jim Sohns, Jerry McGeorge)
3. I Got My Mojo Working – 3:28 (McKinley Morganfield)
4. Dark Side – 2:00 (Warren Rogers, Jim Sohns)
5. Boom Boom – 2:28 (John Lee Hooker)
6. Let It Rock – 1:52 (Chuck Berry)
7. Oh Yeah – 2:45 (Ellas McDaniel)
8. It Always Happens That Way – 1:52 (Warren Rogers, Jim Sohns)
9. You Can't Judge a Book (By the Cover) – 2:37 (Willie Dixon)
10. (I'm Your) Hoochie Coochie Man – 3:52 (Willie Dixon)
11. I Just Want to Make Love to You – 3:49 (Willie Dixon)
12. Oh Yeah – 2:45 (Ellas McDaniel) – Bonus Track - Single Version
13. I Got My Mojo Working – 3:14 (McKinley Morganfield) – Bonus Track - Single Version
14. Someone Like Me – 2:18 (David McDowell, Rich Novak) – Bonus Track - Single

Durata totale: 38:06

## Formazione
- Jim Sohns - voce
- Warren Rogers - chitarra solista
- Jerry McGeorge - chitarra ritmica
- Joe Kelley - basso
- Tom Schiffour - batteria